# Красная Горка (Черниговская область)
Красная Горка (укр. Красна Гірка) — посёлок в Новгород-Северском районе Черниговской области Украины. Занимает площадь 0,015 км².
Почтовый индекс: 16004. Телефонный код: +380 4658.

## Власть
Орган местного самоуправления — Новгород-Северский городской совет. Почтовый адрес: 16000, Черниговская обл., Новгород-Северский р-н, г. Новгород-Северский, ул. Карла Маркса, 2. Тел.: +380 (4658) 3-11-56, 2-11-57; факс: 3-11-56.